# Венсинг, Луиза
Луиза Венсинг (нем. Luisa Wensing; род. 8 февраля 1993, Гох) — немецкая футболистка, защитница клуба «Фрайбург». Чемпионка Европы 2013 года в составе сборной Германии.

## Карьера

### Клубная
Начала играть в футбол в пять лет и играла с мальчиками до 15 лет, после чего перешла в юниорскую команду «Дуйсбурга». В октябре 2009 года дебютировла за взрослую команду "Дуйсбург 2001», в составе которого играла три сезона, выиграв с командой в 2010 году Кубок Германии.
Летом 2012 года перешла в «Вольфсбург», в составе которого играла шесть сезонов и выиграла с командой 9 трофеев.
В июне 2018 года перешла в «Вердер».
После двух сезонов за бременскую команду перешла во «Фрайбург».

### Международная
Играла за юниорскую и молодёжные сборные, в составе которого выигрывала чемпионаты Европы в своей возрастной категории. В составе сборной до 20 лет играла МЧМ-2012, который завершился для сборной Германии серебряными медалями; на турнире забила два гола.
Играла в составе сборной Германии на победном для сборной Чемпионате Европы 2013 года, но сыграла только в одном матче.

## Достижения

### Командные
«ЖФК Дуйсбург 2001»
- Кубок Германии (1): 2009/10

 «Вольфсбург»
- Бундеслига (3): 2012/13, 2013/14, 2016/17
- Кубок Германии (4): 2012/13, 2014/15, 2015/16, 2016/17
- Лига чемпионов УЕФА (2): 2012/13, 2013/14

Сборная Германии
- Чемпионка Европы: 2013

Сборная Германии (до 19)
- Чемпионка Европы: 2011

Сборная Германии (до 17)
- Чемпионка Европы: 2009

### Личные
- Лауреат бронзовой медали Фрица Вальтера: 2011